# Asim Mujkić
Asim Mujkić (nacido el 11 de mayo de 1968) es un filósofo y sociólogo bosnio.  Formado en la Universidad de Sarajevo, trabaja en las áreas de ética, fenomenología, filosofía de la existencia, filosofía de la identidad, teoría social y política y teorías sobre la etnicidad.  Ha escrito especialmente sobre etnicidad e identidad, fenomenología étnica, existencialismo y sobre las obras y el pensamiento de Richard Rorty y John Rawls.  Es profesor en la Universidad de Sarajevo. 

## Biografía
Estudió filosofía y sociología en la Universidad de Sarajevo, donde se graduó en 1991. Obtuvo su título de posgrado en la misma institución en 1998 con una tesis sobre el neopragmatismo de Richard Rorty. En 2002 obtuvo su doctorado con una tesis sobre el carácter antiesencialista de la filosofía del pragmatismo. Fue nombrado Profesor Centenario y jefe del Departamento de Filosofía de la Facultad de Ciencias Políticas de Sarajevo, impartiendo clases sobre temas de filosofía introductoria, ética y ética política.  Es presidente de la Asociación de politólogos bosnios y redactor jefe adjunto de la revista Odjek sobre artes y humanidades.  Es uno de los fundadores de la Universidad Abierta de Sarajevo.  En 2017 firmó la Declaración sobre la lengua común de los croatas, serbios, bosnios y montenegrinos. 